# Lutherstadt Eisleben
Eisleben este un oraș în landul Saxonia-Anhalt, Germania.
Monumentele comemorative ale lui Luther din Eisleben au fost înscrise în anul 1996 pe lista patrimoniului cultural mondial UNESCO.

## Personalități
- Sfânta Gertrude⁠(en)[traduceți] (1256-1302), călugăriță benedictină
- Martin Luther (1483-1546), reformator protestant

## Galerie de imagini

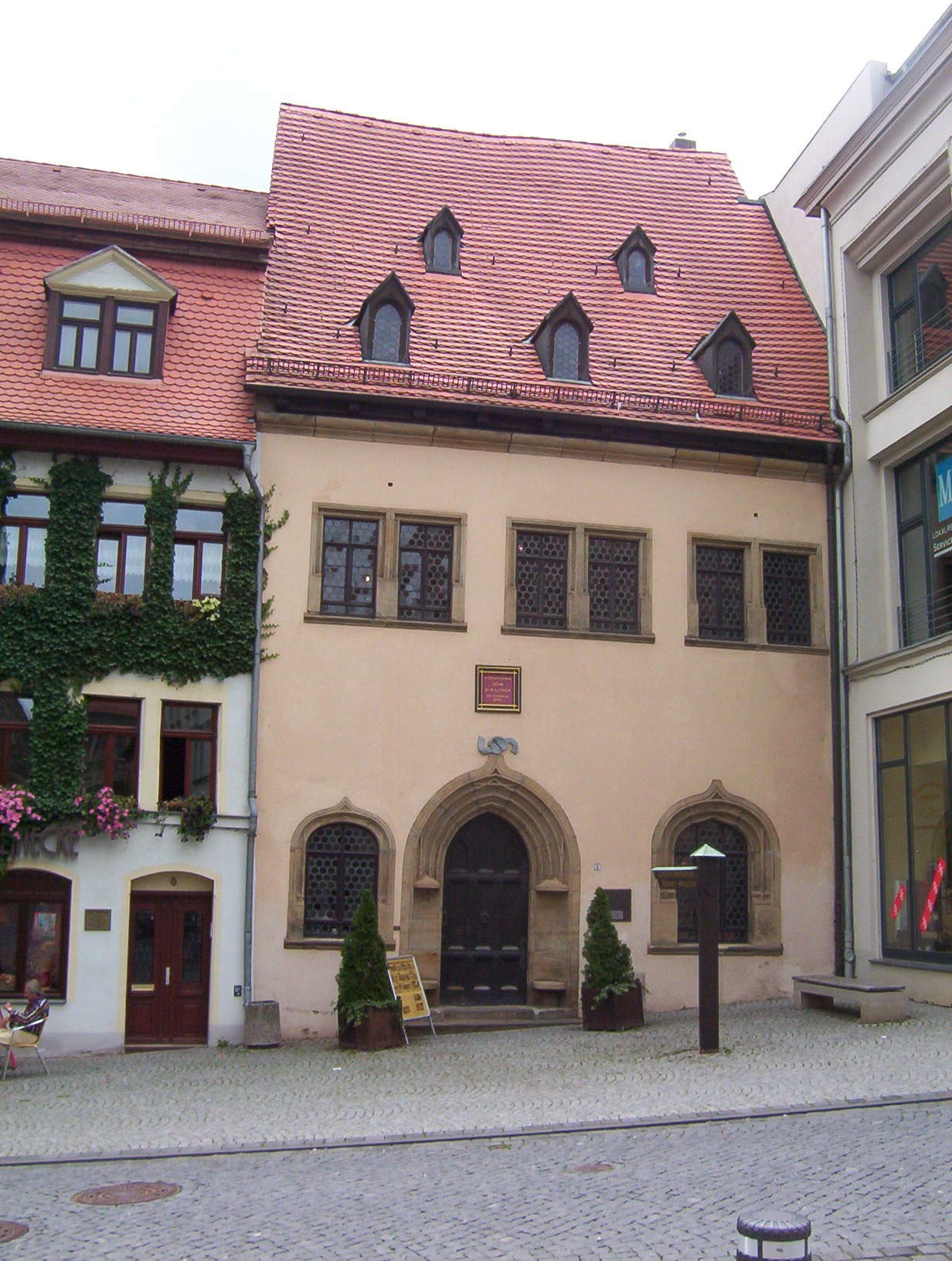
Casa în care a decedat Luther